# İsmail Ogan
İsmail Ogan   (Antalya, 5 de març de 1933 - Antalya, 26 d'abril de 2022) va ser un lluitador turc, guanyador de dues medalles olímpiques.

## Biografia
Va néixer el 5 de març de 1933 a Macun, petita població situada a la província d'Antalya.

## Carrera esportiva
Va participar, als 27 anys, en els Jocs Olímpics d'Estiu de 1960 realitzats a Roma (Itàlia), on va aconseguir guanyar la medalla de plata en la prova de pes welter de lluita lliure. En els Jocs Olímpics d'Estiu de 1964 realitzats a Tòquio (Japó) va aconseguir guanyar la medalla d'or en aquesta mateixa categoria.
Al llarg de la seva carrera va guanyar tres medalles en els Campionat del Món de Lluita.